# سعد الدوسري (لاعب كرة قدم مواليد 1994)
سعد مرزوق الدوسري مواليد 30 أغسطس 1994 في، السعودية، هو لاعب كرة قدم سعودي.

## مسيرة اللاعب
لعب سابقاً في نادي الشعلة ونادي الخلود ونادي الدرعية ونادي طويق.